# Boides
Boides fue un grupo de música folk de Asturias activo a principios de los años 90.
Su único disco publicado es "Asturies: Camín de Compostela", (FA.CD.8738), coincidiendo con el año jacobeo de 1992, un recorrido musical por la geografía del Camino de Santiago en Asturias por sus dos rutas: la costera, y la que desde León se dirigía a San Salvador de Oviedo. Sus 16 temas musicales estaban basados en temas tradicionales, si bien cabían los temas nuevos, como "el Pasu del Eo", creación del teclista de la banda Joaquín Díaz Méndez, tema que posteriormente se incluyó en el recopilatorio "Naciones Celtas", editado por Fonomusic en 1997, cuando ya el grupo se había disuelto.
Entre sus miembros cabe destacar al violinista Javier Rojo, que había formado parte del grupo Beleño, primordial dentro del panorama folk de Asturias en los años 80, al gaitero José Ángel Hevia, que posteriormente seguiría una exitosa carrera en solitario, o el acordeonista Xuan Nel Expósito, que formaría después parte del grupo Felpeyu.
- Datos: Q5731275